# Teone di Alessandria
Teone di Alessandria (in greco antico: Θέων ὁ Ἀλεξανδρεύς?, Théōn ho Alexandréus; Alessandria d'Egitto, 335 circa – Alessandria d'Egitto, 405 circa) è stato un filosofo, matematico e astronomo greco antico. Curò e organizzò l'edizione degli Elementi di Euclide e scrisse commenti alle opere di Euclide e Claudio Tolomeo.

## Biografia
Teone visse ed insegnò ad Alessandria d'Egitto nel IV secolo.
Era detto Il Divino, quale discendente della Divina Gens Potitia custode dei misteri della Sacra scienza di Heracles Invictus.
Teone ebbe anche una figlia, Ipazia, che è ricordata come la prima donna matematica storicamente nota, oltre che per la sua tragica fine quale vittima del fanatismo religioso di gruppo di monaci (parabolani) cristiani.
Teone viene anche indicato nella Suda come «l'uomo del Mouseion», titolo riferito al Museo di Alessandria, di cui Teone era il rettore, che venne distrutto dai cristiani, o, secondo altre fonti, al Serapeo confuso con il Museo per il suo simile utilizzo (secondo queste fonti, fu quest'ultimo ad essere distrutto dai Cristiani, secondo l'editto teodosiano, mentre la distruzione della biblioteca dovrebbe essere o anticipata allo scontro tra Aureliano e Zenobia, regina di Palmira, nel 270 ca. in cui venne distrutto il quartiere Bruchion, sede della biblioteca, oppure posticipata all'assedio di Alessandria da parte di ʿAmr b. al-ʿĀṣ nel 642).

## Opere
È noto per essere il creatore delle scuole filomatiche, e avere redatto varie edizioni commentate di opere matematiche e scientifiche, tra cui gli Elementi di Euclide e l'Almagesto di Tolomeo e per aver scritto un saggio sull'astrolabio piano (e per averlo, verosimilmente, inventato). Va ricordata in particolare la sua edizione degli Elementi grazie alla quale, probabilmente, l'opera di Euclide fu sottratta all'oblio. Infatti tutte le edizioni circolanti nei secoli successivi, fino all'edizione di Johan Ludvig Heiberg del 1880, sono state riconosciute come fondate sul testo di Teone. Solo un manoscritto, ritrovato nella Biblioteca Vaticana verso la fine dell'Ottocento, sembra essere di data anteriore.

### Edizioni
- Elementi di Euclide: l'edizione di Teone degli Elementi era l'unica versione conosciuta fino a quando François Peyrard scoprì una copia più antica degli Elementi nella Biblioteca apostolica vaticana nel 1808.[5] Il confronto delle due versioni mostra che l'edizione di Teone cerca di rimuovere le difficoltà che potrebbero essere incontrate dagli studenti nello studio del testo.[6] Quindi ampliò il testo di Euclide ogni volta che pensava che un argomento fosse troppo breve; cercò di standardizzare il modo in cui Euclide scriveva; e corresse gli errori nel testo, anche se occasionalmente introdusse i propri errori.[7] Thomas Little Heath annota che le modifiche di Teone includono «approssimazioni notevolmente vicine (dichiarate in frazioni sessagesimali)».[8]
- Tavole manuali di Tolomeo: una raccolta di tavole astronomiche compilate originariamente da Tolomeo.[9] È stato spesso sostenuto in tempi moderni che Teone abbia curato questo testo.[10] Tuttavia, nessuno dei manoscritti superstiti menziona Teone,[11] e l'evidenza suggerisce che le tavole sopravvissute devono essere molto simili alle tavole fornite da Tolomeo.[9][10] È stato, tuttavia, pensato possibile che sua figlia Ipazia abbia curato (o verificato) le Tavole manuali, poiché la Suda fa riferimento al suo lavoro sul «Canone astronomico».[11]
- Ottica di Euclide: l'opera di Euclide sull'ottica sopravvive in due versioni, ed è stato sostenuto che una versione possa essere un'edizione di Teone.[12]

### Commenti
- Commento ai Dati di Euclide: quest'opera è scritta ad un livello relativamente avanzato in quanto Teone tende ad abbreviare le prove di Euclide piuttosto che ampliarle.[7]
- Commento all'Ottica di Euclide: si ritiene che questo lavoro di livello elementare consista in appunti di lezioni compilati da uno studente di Teone.[7]
- Commento all'Almagesto: originariamente un commento a tutti i tredici libri dell'Almagesto di Tolomeo, ma ora manca il libro 11 e la maggior parte del libro 5. Il commento è una rielaborazione degli appunti delle lezioni di Teone stesso, ed è utile soprattutto per includere informazioni da opere perdute di scrittori come Pappo.[13] È anche utile per il resoconto di Teone del metodo greco di operare con il sistema numerico sessagesimale come è stato applicato ai calcoli.[7]
- Grande commento alle Tavole manuali di Tolomeo: quest'opera sopravvive parzialmente. Originariamente consisteva di 5 libri, di cui i libri 1–3 e l'inizio del libro 4 si sono conservati. Descrive l'uso delle Tavole manuali di Tolomeo e fornisce dettagli sul ragionamento dietro i calcoli.[13]
- Piccolo commento alle Tavole manuali di Tolomeo: questo lavoro sopravvive integrale. Consiste di un libro ed è inteso come un'introduzione per gli studenti.[13] In questo lavoro Teone fa riferimento, senza menzionarli, ad alcuni astrologi antichi che credevano che la precessione degli equinozi, piuttosto che essere un movimento costante senza fine, invertesse invece la direzione ogni 640 anni, e che l'ultima inversione fosse stata nel 158 a.C.[14] Teone descrive ma non avalla questa teoria. Questa idea ispirò Thabit ibn Qurra nel IX secolo a creare la teoria della trepidazione per spiegare una variazione che egli (erroneamente) credeva stesse influenzando il tasso di precessione.[14]
- Commento su Arato: alcuni scholia esistenti sui Fenomeni di Arato sono attribuiti con qualche dubbio a Teone.[15]

### Opere originali
- Trattato sull'astrolabio: sia la Suda sia alcune fonti arabe attribuiscono a Teone un lavoro sull'astrolabio. Quest'opera non è sopravvissuta, ma potrebbe essere stato il primo trattato in assoluto sull'astrolabio, e fu importante nel trasmettere la conoscenza greca su questo strumento alle epoche successive. I trattati esistenti sull'astrolabio dello studioso greco del VI secolo Giovanni Filopono e dello studioso siriaco del VII secolo Severo Sebokht attingono fortemente al lavoro di Teone.[16]
- Catottrica: la paternità di questo trattato, attribuito a Euclide, è contestata.[17] È stato sostenuto che Teone lo scrisse o lo compilò.[7] La Catottrica riguarda la riflessione della luce e la formazione di immagini tramite specchi.[17]

Tra le opere perdute di Teone, la Suda menziona Sui segni e l'osservazione degli uccelli e il suono dei corvi; Sul sorgere della stella del Cane; e Sull'inondazione del Nilo.